# Зельона (Журомінський повіт)
Зельона (пол. Zielona) — село в Польщі, у гміні Кучборк-Осада Журомінського повіту Мазовецького воєводства.
Населення — 1709 осіб (2011).
У 1975-1998 роках село належало до Цехановського воєводства.

## Демографія
Демографічна структура станом на 31 березня 2011 року:
|          | Загалом | Допрацездатний вік | Працездатний вік | Постпрацездатний вік |
| -------- | ------- | ------------------ | ---------------- | -------------------- |
| Чоловіки | 818     | 167                | 582              | 69                   |
| Жінки    | 891     | 188                | 523              | 180                  |
| Разом    | 1709    | 355                | 1105             | 249                  |